# 楊錫璜
楊錫璜（？—？），字婴孺，號悔菴，福建晉江縣人，明朝政治人物，同進士出身。

## 生平
萬曆四十六年（1618年）戊午科福建鄉試四十三名舉人，万历四十七年（1619年），登己未进士，刑部觀政，授金壇縣知縣，后改即墨縣知縣，崇祯四年考察，本年補建德县知县，后因得罪官員，被改任徐州判官，調深州，终以不合于时，告归。

## 家族
曾祖楊逢春，以孫楊道賓贈禮部右侍郎。祖父楊敦素。父楊道寬。